# Đăk Ta Ley
Đăk Ta Ley là một xã thuộc huyện Mang Yang, tỉnh Gia Lai, Việt Nam.
Xã này được thành lập năm 2006 trên cơ sở một phần diện tích tự nhiên và dân số của xã Hra.
Xã Đăk Ta Ley có diện tích 46.68 km², dân số năm 2006 là 2515 người, mật độ dân số đạt 54 người/km².
Địa giới:
- Đông giáp xã Hra;
- Tây giáp xã Đăk Yă và xã Lơ Pang;
- Nam giáp xã Lơ Pang;
- Bắc giáp xã Ayun.